# Taskiria austera
Taskiria austera är en nattsländeart som beskrevs av Arturs Neboiss 1977. Taskiria austera ingår i släktet Taskiria och familjen Kokiriidae. Inga underarter finns listade i Catalogue of Life.